# Landesliga Niedersachsen 1970/71
Die Saison 1970/71 der Landesliga Niedersachsen war die 22. Saison der höchsten niedersächsischen Amateurliga im Fußball. Sie war die siebte unter der Bezeichnung Landesliga und nahm damals die dritthöchste Ebene im deutschen Ligensystem ein. Meister wurden der OSV Hannover. An der Aufstiegsrunde zur Regionalliga Nord nahmen neben Hannover der SV Union Salzgitter und Eintracht Nordhorn teil. Dabei konnten sich Hannover durchsetzen und stieg in die Regionalliga auf.
In die Verbandsliga mussten Niedersachsen Döhren, der VfV Hildesheim und SuS Northeim absteigen. Dafür stiegen aus der Verbandsliga die SpVgg Preußen Hameln und der FC Schöningen 08 auf. 

## Tabelle
| Pl.               | Verein                         | Sp. | S  | U | N  | Tore    | Diff. | Punkte |
| ----------------- | ------------------------------ | --- | -- | - | -- | ------- | ----- | ------ |
| 1.                | OSV Hannover                   | 30  | 19 | 7 | 4  | 067:290 | +38   | 45:15  |
| 2.                | SV Union Salzgitter            | 30  | 19 | 3 | 8  | 063:350 | +28   | 41:19  |
| 3.                | Eintracht Braunschweig Am. (M) | 30  | 18 | 3 | 9  | 058:270 | +31   | 39:21  |
| 4.                | Hannover 96 Am.                | 30  | 14 | 5 | 11 | 051:390 | +12   | 33:27  |
| 5.                | SV Arminia Hannover Am.        | 30  | 14 | 3 | 13 | 079:510 | +28   | 31:29  |
| 6.                | Eintracht Nordhorn             | 30  | 12 | 6 | 12 | 045:490 | −4    | 30:30  |
| 7.                | TuS Haste 01                   | 30  | 12 | 6 | 12 | 057:470 | +10   | 30:30  |
| 8.                | VfL Oldenburg                  | 30  | 11 | 8 | 11 | 044:440 | ±0    | 30:30  |
| 9.                | Kickers Emden (N)              | 30  | 11 | 8 | 11 | 040:430 | −3    | 30:30  |
| 10.               | Sportfreunde Salzgitter (N)    | 30  | 11 | 6 | 13 | 048:510 | −3    | 28:32  |
| 11.               | Teutonia Uelzen                | 30  | 12 | 4 | 14 | 038:500 | −12   | 28:32  |
| 12.               | Tuspo Holzminden               | 30  | 12 | 3 | 15 | 053:640 | −11   | 27:33  |
| 13.               | VfB Peine                      | 30  | 9  | 8 | 13 | 053:620 | −9    | 26:34  |
| 14.               | SuS Northeim                   | 30  | 9  | 8 | 13 | 040:470 | −7    | 26:34  |
| 15.               | VfV Hildesheim                 | 30  | 8  | 2 | 20 | 041:720 | −31   | 18:42  |
| 16.               | Niedersachsen Döhren           | 30  | 6  | 6 | 18 | 041:740 | −33   | 18:42  |
| Stand: Saisonende |                                |     |    |   |    |         |       |        |

| (M) | Titelverteidiger                                      |
| (N) | Aufsteiger aus der Verbandsliga Niedersachsen 1969/70 |

### Entscheidungsspiele um Platz sechs
Die vier punktgleichen Mannschaften aus Haste, Emden, Nordhorn und Oldenburg ermittelten im K.-o.-System aus neutralen Plätzen den dritten niedersächsischen Teilnehmer an der Aufstiegsrunde zur Regionalliga Nord 1971/72. Die Halbfinals fanden am 2. Mai 1970 statt, wobei das Spiel Haste gegen Oldenburg in Lohne und das Spiel Emden gegen Nordhorn in Papenburg ausgetragen wurde.
|               | Ergebnis  |                    |
| ------------- | --------- | ------------------ |
| TuS Haste 01  | 4:0       | VfL Oldenburg      |
| Kickers Emden | 2:3 n. V. | Eintracht Nordhorn |

Das Endspiel fand am 5. Mai 1970 in Meppen statt. Nordhorn setzte sich durch und qualifizierte sich für die Aufstiegsrunde.
|                    | Ergebnis              |              |
| ------------------ | --------------------- | ------------ |
| Eintracht Nordhorn | 1:1 n. V. (5:4 i. E.) | TuS Haste 01 |

### Entscheidungsspiel um Platz 13
Die beiden punktgleichen Mannschaften aus Peine und Northeim ermittelten in einem Entscheidungsspiel auf neutralen Platz den dritten Absteiger aus der Landesliga. Dieser war nötig geworden, da zwei niedersächsische Mannschaften aus der Regionalliga in die Landesliga absteigen mussten und nur eine niedersächsische Mannschaft in die Regionalliga aufstieg. Das Spiel fand am 16. Mai 1971 in Alfeld statt.
|           | Ergebnis |              |
| --------- | -------- | ------------ |
| VfB Peine | 3:0      | SuS Northeim |

## Aufstiegsrunde zur Landesliga
Die vier Meister der Verbandsligen ermittelten im Ligasystem zwei Aufsteiger in die Landesliga.
| Pl.               | Verein                                              | Sp. | S | U | N | Tore    | Quote | Punkte |
| ----------------- | --------------------------------------------------- | --- | - | - | - | ------- | ----- | ------ |
| 1.                | FC Schöningen 08 (Meister der Verbandsliga Ost)     | 6   | 5 | 0 | 1 | 014:900 | +5    | 10:20  |
| 2.                | SpVgg Preußen Hameln (Meister der Verbandsliga Süd) | 6   | 4 | 0 | 2 | 014:900 | +5    | 08:40  |
| 3.                | VfB Oldenburg Am. (Meister der Verbandsliga Wet)    | 6   | 2 | 0 | 4 | 008:100 | −2    | 04:80  |
| 4.                | Germania Papenburg (Meister der Verbandsliga Nord)  | 6   | 1 | 0 | 5 | 008:160 | −8    | 02:10  |
| Stand: Saisonende |                                                     |     |   |   |   |         |       |        |